# 章泯
章泯（1907年2月11日—1975年2月4日），原名谢兴，又名谢韵心，笔名杜山、陆擎等，男，四川峨眉人，中华民国及中华人民共和国戏剧家。

## 生平
章泯是四川省峨眉县燕岗乡人，生于清朝光绪三十二年（1907年）。父亲是清朝秀才。章泯1岁丧母，幼年随父亲读书，1918年考入成都第一中学。不久，新文化运动和五四运动潮流席卷成都后，成都的“春柳剧社”演出时事剧《徐锡麟刺恩铭》、《安重根刺伊藤博文》、《威尼斯商人》（演出时更名为《一磅肉》），受到成都市民欢迎。章泯由此对新文学与新戏剧产生兴趣。1923年，章泯考入北京大学艺术学院戏剧系。在北京他结识了萧三，1926年经萧三介绍加入了中国共产党。此后他研究苏联的新戏剧艺术。
章泯毕业后，因时局混乱，同中共党组织失去联系。1930年，他从北平到上海。1931年，“中国左翼戏剧家联盟”成立，章泯随即参加，并当选为执委。1932年，重新加入中国共产党。同年一·二八事件后，章泯创作了《东北之家》、《黄浦江边》、《妇女进行曲》、《我们的故乡》、《家破人亡》、《生路》等独幕剧、多幕剧，控诉日本帝国主义侵略中国的罪行。在上海他先后导演了抗日名剧《放下你的鞭子》、果戈理的《钦差大臣》、易卜生的《娜拉》、莎士比亚的《罗密欧与朱丽叶》、奥斯特洛夫斯基的《大雷雨》。他撰写了《悲剧论》、《喜剧论》、《戏剧的现在和将来》等专著和论文，并系统翻译了国外尤其是苏联的戏剧理论著作，如波斯瓦的《哈姆雷特对演员的忠告——莎士比亚的表演论》、阿·杜克斯的《近代戏剧家》、契莱的《戏剧的本质》，特别是翻译了苏联斯坦尼斯拉夫斯基表演体系的著作，对中国戏剧发展起了重要作用。他是中国最早介绍并实践斯坦尼斯拉夫斯基表演体系的人。1937 年5月，章泯在上海同葛一虹等人创办《新演剧》月刊，宣传革命现实主义的戏剧理论，特别是斯坦尼斯拉夫斯基表演体系，为建立中国自己的表演体系培养了许多人才。
1937年抗日战争全面爆发后，章泯投身抗日救亡的戏剧活动。在武汉参加了话剧《保卫芦沟桥》的导演工作；在桂林导演了自己创作的《我们的故乡》和于伶创作的话剧《夜光杯》。同时他创作了《战斗》、《血》、《钢表》等抗战剧本，发表了论文《论战时工农演剧》、《新悲剧论》。1938年进入四川，在成都的四川省立戏剧学校任教。1939年抵达重庆，在陶行知创办的育才学校任戏剧组主任，同时获聘为中国电影制片厂特约编导委员，撰写并出版了《表演艺术论》。1940年底，他被安排在郭沫若主持的重庆国民政府军事委员会政治部文化工作委员会工作，开展剧本创作及戏剧理论研究。皖南事变后，章泯辗转多地，先后在香港、东江游击区、四川江安等地从事戏剧教学及创作。先后导演了《希特勒的杰作》、《北京人》、《家》、《孔雀胆》、《天国春秋》等戏剧。还与郑君里共同翻译了斯坦尼斯拉夫斯基的《演员自我修养》，并单独翻译了斯坦尼斯拉夫斯基的《演员的筋肉松弛》、《交流》，史莱格尔的《论闹剧与趣剧》。他还创作了多幕剧《苦恋》。
抗日战争胜利后，章泯来到香港。1946年，他导演了由中原剧社演出的话剧《阿Q正传》，创作了话剧《村中之夜》、《虎》。后来他撰写了总结自己舞台经验和理论成果的《演员与导演》一书，创作了电影剧本《红尘白璧》（即《怨偶情深》），导演了电影《结亲》，编导了故事片《静静的嘉陵江》、《冬去春来》。
中华人民共和国成立后，章泯参加了中华全国文学艺术界联合会和电影工作者协会，并当选为理事，他还任中央电影局艺委会主任。1950年代初，他在中央戏剧学院实验剧团导演了大型苏联话剧《俄罗斯问题》，与吴雪合作导演了《在新事物面前》，他还翻译了美国海夫纳的《戏剧导演手册》、苏联罗沙里的《苏联电影的实验》。
1955年，他参与创建了中国第一个电影学院——北京电影学院，历任副院长、院长、党委书记。1966年文革爆发后，章泯因很了解江青1930年代在上海戏剧界的行为，而深受江青打击陷害，在江青亲自干预下，章泯遭到残酷摧残和凌辱。
1975年2月4日，章泯在北京逝世。1976年10月四人帮被粉碎后，章泯获得平反。

## 家庭
- 妻：萧昆，是萧三的胞妹，1920年代末毕业于北京师范大学。婚后为了戏剧事业，萧昆与章泯一起到上海[2]。1936年9月间，已有妻儿的章泯和蓝苹（后改名江青）同居，随後章泯和萧昆离婚[3][4]。后来章泯到了重庆又和萧昆复婚[2]。
- 子：萧朗，萧昆与章泯所生[2]。